# Augustin-Hubert Juteau
 (avril 2017).
Si vous disposez d'ouvrages ou d'articles de référence ou si vous connaissez des sites web de qualité traitant du thème abordé ici, merci de compléter l'article en donnant les références utiles à sa vérifiabilité et en les liant à la section « Notes et références ».
Pour les articles homonymes, voir Juteau.
Augustin Hubert Juteau, né le 4 mai 1839 à Benais (Indre-et-Loire) et mort le 25 novembre 1893 à Poitiers, est un prélat catholique français, évêque de Poitiers de 1889 à sa mort.

## Biographie
Il est le fils d'Augustin Juteau, sabotier, et de son épouse Jeanne Agathe Verdon.
Entré dans les ordres et après avoir été ordonné prêtre, il devint aumônier du lycée de Tours. Son attrait pour l'histoire lui valut d'être élu président de la Société archéologique de Touraine en 1878. Il devint également secrétaire perpétuel de la Société d'agriculture, sciences, arts et belles-lettres du département d'Indre-et-Loire et de la Société d'agriculture, arts, sciences et belles-lettres d'Indre-et-Loire l'année suivante.

## Distinctions
- Chevalier de la Légion d'honneur (31 décembre 1892)[2]
- Officier d'académie